# 阿蒂雅·謝緹
阿蒂雅·謝緹（英語：Athiya Shetty，1992年11月5日—）是印度女演員，主要出現在寶萊塢電影。她是印度男演员遜尼爾·謝緹的女兒。
2018年，她的出道作品是电影《Hero》并获得印度電影觀眾獎最佳女新人的提名。

## 外部連結
- 阿蒂雅·謝緹在互联网电影资料库（IMDb）上的資料（英文）
- 阿蒂雅·謝緹的Instagram帳戶